# Umayyade-kalifatet
 Ikke at forveksle med Córdoba-kalifatet og Umayyaderne.
Umayyade-kalifatet, (arabisk: بَنُو أُمَيَّةَ) var et arabisk kalifat ledet af det arabiske kongedynasti umayyaderne fra 661 til 749/750. Umayyaderne gjorde store erobringer.
Umayyadedynastiet grundlagdes af Muawiya ibn Abi Sufyan, der var guvernør i Damaskus under den tredje kalif Uthman ibn Affan, og efter mordet på Uthman ledede en revolte mod efterfølgeren Ali ben Abi Talib. Da Ali blev myrdet, udråbte Muawiya sig til emir for de troende. Det blev begyndelsen på det umayyadedynastiet, som flyttede imperiets hovedstad til Damaskus.
Umayyaderne blev styrtet i 750 efter nederlaget i slaget ved Zab til abbasiderne, der skabte Abbaside-kalifatet. De fleste umayyader blev myrdet bortset fra én af prinserne Abd al-Rahman 1., der flygtede og overtog de muslimske områder på den Iberiske Halvø som emir og lagde grunden til Córdoba-kalifat etableret i 929 af Abd al-Rahman 3.. Umayyadedynastiet regerede her til 1031.

## Etymologi
Umayyade-, Omayyade- eller Omajjade-kalifatet (arabisk: بنو أمية) har fået navn efter umayyaderne, der kontrollerede det. De tilhørte stammen Banū Umayya, der er inden for samme stammesammenslutning som profeten Muhammeds, nemlig Quraysh. De to stammers nærmeste fælles stamfader er Abd Manaf ibn Qusai.

## Historie

### Etableringen
Før umayyaderne havde Muhammeds svigersøn Ali haft magten siden 656 i Rashidun-kalifatet som den fjerde retledte kalif, men hans regeringstid var præget af borgerkrig, kendt som den første fitna. Én af modstanderne var Muawiya ibn Abi Sufyan, der var guvernør i Damaskus og ikke mente, at Ali havde gjort nok for at stille kalif Uthman ibn Affans mordere til ansvar. Alis og Muawiyas hære mødtes uafgjort i 657 i det nordlige Syrien ved Eufrat. En opmandskommission nåede heller ikke til enighed, og i 661 erklærede Muawiya sig kalif i Damaskus. Ali flyttede til Kufa, men da han blev myrdet, blev Muawiya leder af hele kalifatet som den femte kalif.

### Ekspansion under umayyaderne
Der er for få eller ingen kildehenvisninger i dette afsnit, hvilket er et problem. Du kan hjælpe ved at angive troværdige kilder til de påstande, som fremføres.

#### Byzantisk-arabiske krige
De byzantisk-arabiske krige begyndte allerede i 630 og fortsatte under umayyaderne til 750. Derefter kom grænsekonflikter til det 1. Korstog. Resultatet af krigene blev, at Byzants mistede størstedelen af sine sydlige provinser.
Første del af konflikten varede fra 630 til 717, hvor Konstantinopel blev angrebet af araberne for anden gang, og de arabiske styrker led et meget alvorligt nederlag, der betød at den muslimske ekspansion i Lilleasien blev bremset. Fjendtlighederne mellem kejserriget og kalifatet fortsatte imidlertid, og de byzantinske besiddelser i Syditalien gik tabt til araberne i det 9. og 10. århundrede, mens det makedonske dynasti på den anden siden genvandt en del af de områder, kejserriget tidligere havde mistet.
Konflikten var i denne periode præget af mindre plyndringstogter i grænseregionerne. Byzantinerne allierede sig med khazarerne og havde en overlegen flåde, hvilket var stærkt medvirkende til deres sejre ved Konstantinopel i 717 og ved Akroinon i 739. Disse sejre var medvirkende til ummayade-dynastiets fald og etableringen af først abbasiderne og siden fatimidernes dynasti. En ustabil magtbalance blev etableret mellem de to magter, indtil ankomsten af de tyrkiske seljukker ændrede den og endnu engang trængte byzantinerne væk fra Lilleasien.
Kalifatets vigtigste erobringer under de Byzantinsk-arabiske krige var:

- Levanten, inklusiv Syrien og Palæstina (635)
- Armenien (639)
- Egypten (639)
- Nordafrika (642)

Disse var således underlagt kalifatet før umayyaderne.

#### Transoxanien 662-709
Efter den første fitna fortsatte umayyadernes deres fremstød mod øst: Khorasan og Silkevejen. Efter sassanidernes kollaps blev de østlige provinser splittet op i række småstater, der blev styret af lokale tyrkiske og iranske stammer. Det kinesiske Tang dynasti benyttede også lejligheden til at rykke deres indflydelsessfære mod vest. I 709 havde araberne vundet kontrollen over Transoxanien, hele den region, der omfattede Khorasan, Samarkand og Sogdiana, et område der omfatter det moderne Afghanistan og dele af Centralasien, hvor nogle af de vigtigste stationer på Silkevejen lå.

#### Sindh 664-712
De første arabiske felttog i Indien fandt sted samtidigt med fremstødene i Centralasien. I 664 indledte den arabiske general Mohalib fra Persien en serie plyndringstogter i det sydlige Punjab. I 711 anførte Muhammad bin Qasim et stort felttog og besejrede rajaen Dahir af Sindh ved Hyderabad. Qasim underlagde sig i de følgende tre år hele det område, der i dag hedder Pakistan. Men han blev kaldt hjem, og regionen blev hurtigt delt i to delvist selvstændige arabisk dominerede stater Mansura og Multan.

#### Ekspansion mod vest
Umayyade-kalifatet fortsatte det foregående Rashidun-kalifats ekspansive politik i Nordafrika ved at den første umayyadekalif Muawiya 1. sendte en hær fra Egypten til Tunesien. Han indgik politiske aftaler med landene, hæren kom igennem, og kalifatet blev udvidet. I slutningen af 690'erne sendte kalifatet en hær fra Tunesien til Marokko, hvilket førte til hårde kampe med berberstammerne. Men kalifatet vandt. I 711 påbegyndte kalifatet under ledelse af general Tariq ibn Ziyad med en berberdomineret hær otte års erobringskrig og syv år med generalens overordnede, Musa ibn Nusair, hvorefter størstedelen af den Iberiske Halvø blev underlagt og det visigotiske kongerige i Spanien overvundet.
Angreb på de frankiske områder fulgte, men kalifatet tabte i Slaget ved Poitiers i 732. Det satte en stopper for den islamiske ekspansion i Vesteuropa. Alternativt kunne Frankerriget være blevet en islamisk-europæisk magtbase og ville muligvis have udbredt islam til resten af Europa. Dette kunne have resulteret i en middelalder præget af antikkens tanker, som var i live i den islamiske verden.
Den del af Europa, der blev erobret, blev navngivet Al-Andalus og blev et emirat og senere til det umayyadiske Córdoba-kalifat i 929. I de baskiske områder i Pyrenæerne og Asturien etablerede de fordrevne visigotiske fyrster små, kristne kongeriger.

#### Afslutningen på umayyadernes erobringer: 718-750
Bulgarernes og byzantinernes afvisning af den arabiske invasion i 718 og den senere sejr ved Akronion stoppede den arabiske ekspansion mod Konstantinopel. Umayyaderne begyndte efter deres etablering i Spanien en fremstød i 721 nord for Pyrenæerne. frankerne stoppede det ved Toulouse, og samtidigt blev araberne stoppet af asturerne ved Covadonga. Et nyt forsøg i 732 endte med slaget ved Poitiers ved Berrefloden, hvor Karl Martel ledede en allieret kristen forsvarsstyrke, som tilføjede muslimerne en række nederlag. Hans søn Pippin den Lille generobrede Narbonne, hvorfra han krydsede Pyrenæerne og indtog Girona og Barcelona. Han oprettede her den Spanske Mark, der sammen med Asturien blev udgangspunkt for senere erobringer i al-Andalus.

### Anden Fitna (680-692)
Efter Muawiya 1. døde, opstod der en borgerkrig kendt som den Anden Fitna om, hvem der skulle efterfølge ham. Borgerkrigen varede fra 680 til 692, med sejr til umayyaderne.

### Undergangen
Kalifatets østlige regioner var i midten af 700-tallet præget af opstande og lokal utilfredshed fra shiitter og indfødte folkeslag, der følte sig som andenrangsborgere. Den ekspansion, riget havde oplevet, var især drevet af lyst til plyndring, og da araberne havde lidt flere nederlag, der fjernede muligheden for nye erobringer, steg utilfredsheden blandt de militære ledere. Abbasiderne brugte de mange lokale konflikter som springbræt for den revolte, der bragte dem til magten. Det endte i anarki, da kalif al-Walid 2. blev myrdet i 744.
I 750 tabte umayyaderne et slag til abbasiderne ved Tigris, de flygtede, Damaskus faldt og det blev enden på umayyade-dynastiet.
Efter faldet blev umayyade-kaliffers lig skændet og alle umayyaderne myrdet med undtagelse af prins Abd al-Rahman 1., der i 756 oprettede Córdoba-emiratet i Al-Andalus efterfulgt af Córdoba-kalifatet i 929

## Politik
Sunnismen, var kalifatets statsreligion, men fordi der i Koranen, siraerne og haditherne ikke gives udtryk for, hvordan en islamisk stat skal styres, havde umayyade-kalifatet et statsapparat, der var lidet veludviklet. Umayyaderne holdt sig med få undtagelser til den struktur, der havde været i de arabiske stammer med regler fra nomadekulturen: klientsystem og militærordning. Det er blevet kritiseret. De kunne desuden undertrykke grupper, der gav umayyadefamilien problemer.
Umayyaderne havde således ringe kontrol over riget.
Skattepolitikken i de erobrede områder var som før kalifatet og bestod af naturalier og valuta. Pengene gik bl.a. til aflønningen af de udstationerede kalifale soldater, og til pensioner til muslimer og efterkommere af muslimer, der havde støttet Muhammed. Pensionens størrelse afhang af, hvor tidligt den pågældende havde støttet Muhammed, men det fuldstændige system er ukendt.

### Reformer
Da umayyadekalifatet begyndte, stod det bag flere reformer. Først og fremmest flyttede de hovedstaden fra Medina på Den Arabiske Halvø til Damaskus i Syrien, men en anden reform var, at arabisk blev kalifatets officielle sprog. Det gav øget velstand af handel mellem de forskellige dele af den islamiske verden. Umayyade-dinaren blev indført som møntfod.
Under umayyaderne blev skatten også ændret. Før var kun ikke-muslimer skattepligtige, men i takt med at flere og flere af kalifatets undersåtter konverterede til islam, ønskede flere at blive ligestillet med de oprindelige arabiske muslimer. Derfor indførtes i de sidste 50 år af kalifatet skattepligt for alle. Den afhang af den pågældendes religiøsitet, og kristne og jøder skulle betale en kopskat kaldet djizya som betaling for samfundets forsvar af dem.
I samme ombæring fik jøder og kristne selvstændighed på det kulturelle og religiøse plan og dermed ret til egen juridisk og religiøs praksis.
På det administrative plan var det nyt, at det var et familiedynasti i form af umayyaderne, der sad på magten, og ikke som tidligere valgte kaliffer.

## Administrativ inddeling

### Kalifferne
Kalifferne var kalifatets verdslige og religiøse ledere, der alle tilhørte Umayyade-dynastiet.
| Embedsperiode | Kalifferne                                            | Begivenheder |
| ------------- | ----------------------------------------------------- | --- |
| 661–680       | Muawiya 1. ibn Abi Sufyan                             | Etablering, ekspansion i Transoxanien begynder, ekspansion i Sindh begynder, landene fra Egypten til og med Tunesien kommer under kalifatet, byzantisk-arabiske krige |
| 680–683       | Yazid 1. ibn Muawiyah                                 | Den anden fitna, ekspansion i Transoxanien, ekspansion i Sindh, byzantisk-arabiske krige                                                                              |
| 683–684       | Muawiya 2. ibn Yazid                                  | Den anden fitna, ekspansion i Transoxanien, ekspansion i Sindh, byzantisk-arabiske krige                                                                              |
| 684–685       | Marwan 1. ibn al-Ḥakam                                | Den anden fitna, ekspansion i Transoxanien, ekspansion i Sindh, byzantisk-arabiske krige                                                                              |
| 685–705       | Abd al-Malik ibn Marwan                               | Den anden fitna ender, ekspansion i Transoxanien, ekspansion i Sindh, Marrokko invaderes, byzantisk-arabiske krige                                                    |
| 705–715       | al-Walid 1. ibn Abd al-Malik                          | Ekspansion i Transoxanien ender, ekspansion i Sindh ender, Spanien invaderes, byzantisk-arabiske krige                                                                |
| 715–717       | Suleiman ibn Abd al-Malik                             | Ekspansion i Spanien, byzantisk-arabiske krige |
| 717–720       | Umar ibn Abd al-Aziz                                  | Al-Andalus erobret, byzantisk-arabiske krige |
| 720–724       | Yazid 2. ibn Abd al-Malik                             | Fremstød fra Al-Andalus mod frankerne, byzantisk-arabiske krige |
| 724–743       | Hisham ibn Abd al-Malik                               | Ekspansionen på den Iberiske halvø stopper, byzantisk-arabiske krige                                                                                                  |
| 743–744       | al-Walid 2. ibn Yazid II                              | byzantisk-arabiske krige |
| 744           | Yazid 3. ibn al-Walid                                 | byzantisk-arabiske krige |
| 744           | Ibrahim ibn al-Walid                                  | byzantisk-arabiske krige |
| 744–750       | Marwan 2. ibn Muhammad (regerede fra Harran i Jazira) | Umayyade-dynastiet falder, byzantisk-arabiske krige |

### Provinser
Kalifatet var inddelt i de 7 provinser: Damaskus, Persien, Arabien, Egypten, Afrika, Andalusien og Transoxanien. Hver provins blev ledet af en arabisk provinsguvernør, der stod for administrationen inden for den pågældende provins. Bortset fra provinsguvernørerne fortsatte administrationen i de enkelte provinser, som før de kom under kaliffen.

## Kultur

### Religion
Umayyade-kalifatet var det første, der havde den islamiske retning sunnismen som officiel religion. De fire retledte kaliffer havde blot islam som religion. Spredningen af islam inden for kalifatet gik dog langsomt, hvilket bl.a. skyldtes, at de arabiske erobrere almindeligvis ikke omgikkes lokalbefolkning, men boede i nyetablerede byer. I de områder, der i dag er Israel, Egypten, Jordan og Syrien, gik det langsomst, og der er fortsat kristne minoriteter. Det gik langt hurtigere i nutidens Iran og Irak, hvor en stor del af befolkningen var konverteret i år 800.

### Kunst under umayyade-dynastiet

#### Eklektisk arkitektur
Under umayyaderne var hovedsædet for kunst Syrien, hvor kultur fra senantikken var særligt velbevaret, da naboerne talte det græsk-romersk influerede Byzantinske Rige, Egypten, der var påvirket af fortidens højkultur i Det gamle Egypten, Irak og Persien, hvor en højkultur også havde udviklet sig i antikken. Derudover var mange ældre bygninger også bevaret.
Eklekticisme blev en almindelig stilart pga. de gamle bygninger og fik støtte fra håndværkere og kunstnere, der kom fra flere steder i det østlige Middelhavsområde. Eklektiske var bl.a. kaliffernes mange paladser, der udenpå efterlignede romerske fæstninger og indeni var påvirket af senromersk og persisk stil med skulpturer af stuk og freskoer.

#### Religiøse bygninger
Vigtige religiøse bygninger opført under umayyaderne er Umayyade-moskeen i Damaskus og Klippemoskeen i Jerusalem. De to har påvirket islamisk kunst med deres nonfigurative, men symbolske, udsmykning.

#### Byen
Under umayyaderne og tidligt i islams historie var de islamiske byer præget af modvilje mod at lade bygninger m.m. være specielt ophøjede og prangende udvendigt. Derfor sås – og ses – formålet med bygninger ikke ude fra. Udsmykningen er indvendig. Det gjaldt også i byplanlægningen med smalle, uoverskuelige gader.
Private huse var traditionelt bygget til storfamilier og bygget om en gårdsplads. Moskeerne var bygget på lignende vis.
Statslige institutioner manglede i de enkelte byer, og de eneste steder borgerne kunne mødes var i moskeen og på basaren. Håndværkerlaugene fandtes dog fortsat.

## Påvirkning af eftertiden

### Historiske notabilitet
Umayyade-kalifatet var præget af territorial ekspansion og de administrative og kulturelle problemer, der fulgte med. På trods af visse bemærkelsesværdige undtagelser havde umayyaderne tendens til at favorisere gamle, arabiske familier og især deres egen på bekostning af nykonverterede muslimer, mawali. Derfor havde de en mindre universel opfattelse af islam. Ifølge G.R. Hawting blev islam anset for at tilhøre det regerende aristokrati.
Ifølge en almindelig opfattelse omdannede umayyaderne kalifatet fra en religiøs institution, som det var i Rashidun-kalifatet, til en præget af dynasti. Alligevel betragtede umayyadekalifferne sig som Guds repræsentanter på jorden og som ansvarlige for "definition og fortolkning af Guds love, eller med andre ord ansvarlige for fortolkningen af islamisk lov."
Under umayyaderne blev arabisk det administrative sprog. Statslige dokumenter og valuta var på arabisk. Befolkningsændringer gav en stor tilstrømning til kalifatet. Umayyaderne konstruerede også Klippemoskeen i Jerusalem og Umayyade-moskéen i Damaskus.
Umayyaderne er overvejende negativt vurderet af islamiske historikere, som har beskyldt dem for at promovere kongeværdighed (mulk, en term med tyranni som bibetydning) i stedet for et sandt kalifat (khilafa). Men umayyaderne kaldte sig ikke khalifat rasul Allah ("efterfølger efter Guds udsendte", den traditionelt foretrukne titel), men hellere khalifat Allah ("Guds stedfortræder"). Denne titel viser, at umayyaderne mente, at de alene skulle repræsentere Gud. Som G.R. Hawting skriver, lod det til, at umayyaderne "betragtede sig selv som Guds repræsentanter øverst i samfundet og så intet behov for at dele deres religiøse magt med religiøst uddannede."
Det var disse religiøse lærde, mest med sæde i Irak, der var ansvarlige for at samle og nedskrive traditionerne, som er det primære kildemateriale for umayyadeperiodens historie. For at rekonstruere den er det nødvendigt at bygge på historiske værker af blandt andre Tabari og Baladhuri, der blev skrevet i abbasidehoffet i Bagdad.
Moderne arabisk nationalisme ser denne periode som en del af den islamiske guldalder, der søges efterlignet og genoprettet. Det er især sandt for syriske nationalister og nutidens Syrien, der var centrum under umayyaderne. Hvid, én af de fire panarabiske farver på flag fra arabiske lande, ses som et symbol på umayyaderne.

### Teologiske tvister omkring umayyaderne

#### Sunnittiske holdninger
Sunnittiske holdninger til umayyadedynastiet efter Muawiya 1. er typisk uklare og ser mange af regenterne som syndere og grund til stor modgang i umma[kilde mangler]. For eksempel, i sektionen omhandlende Koranen 17:60 i tafsiren Dur al-Manthur af al-Suyuti, skriver forfatteren, at der eksisterer traditioner, som beskriver umayyaderne som "det forbandede træ". Der er nogen undtagelser til dette -- Umar ibn Abd al-Aziz prises almindeligvis som én af de største muslimske regenter efter de fire retledte kaliffer.

#### Shiitiske holdninger
Shiitternes negative syn på umayyaderne beskrives kort i den shiitiske bog Sulh al-Hasan. Ifølge visse kilder beskrev Ali dem som den værste Fitna.

#### Bahá'í holdninger
I Some Answered Questions hævder `Abdu'l-Bahá, at umayyadedynastiet var en "great red dragon, having seven heads and ten horns, and seven crowns upon his heads", og at umayyaderne "rose against the religion of Prophet Muhammad and against the reality of Ali".
Dragens syv hoveder er symbol på Umayyade-kalifatets syv provinser: Damaskus, Persien, Arabien, Egypten, Afrika, Andalusien og Transoxanien. De ti horn repræsenterer de ti navne på lederne af umayyadedynastiet: Abu Sufyan, Muawiya, Yazid, Marwan, Abd al-Malik, Walid, Sulayman, Umar, Hisham og Ibrahim. Visse navne blev genbrugt: fx blev Yazid 2. og Yazid 3. ikke talt med i denne fortolkning.

## Yderligere læsning
- A. Bewley, Mu'awiya, Restorer of the Islamic Faith (London, 2002)
- P. Crone, Slaves on horses (Cambridge, 1980).
- P. Crone and M.A. Cook, Hagarism (Cambridge, 1977).
- F.M. Donner, The early Islamic conquests (Princeton, 1981).
- G.R. Hawting, The first dynasty of Islam: the Umayyad caliphate, AD 661-750 (London, 2000).
- H. Kennedy, The Prophet and the age of the caliphates: the Islamic Near East from the sixth to the eleventh century (London, 1986).
- J. Wellhausen, The Arab Kingdom and its fall (London, 2000).

## Fodnoter
1. ↑  "Arkiveret kopi" (PDF). Arkiveret fra originalen (PDF) 8. september 2020. Hentet 2. august 2010.
2. 1 2 3 4  Gelfer-Jørgensen, Mirjam; Simonsen, Jørgen Bæk (2. februar 2009). "umayyader". Den Store Danske (lex.dk online udgave). Hentet 2. august 2010.
3. ↑  Simonsen, Jørgen Bæk. "Sunni og shia", Politikens bog om Islam (1. udgave), JP/Politikens Forlagshus A/S, København, 2008, side 74. ISBN 978-87-567-7467-3.
4. 1 2 3 4 5 6  Nielsen, Henning. "Islams hellige krige", Islams historie (1. udgave), Krohns Bogtrykkeri A/S, København, side 8. ISBN 87-00-17671-0.
5. 1 2 3  Simonsen, Jørgen Bæk (2. februar 2009). "det spanske kalifat". Den Store Danske (lex.dk online udgave). Hentet 2. august 2010.
6. 1 2  Hansen, Torben. "Den sorte fane fra Khorassan", Islams mangfoldighed (1. udgave), Narayana Press, Gylling, side 69. ISBN 87-7724-075-8.
7. ↑  Simonsen, Jørgen Bæk (1. februar 2009). "qurayshitter". Den Store Danske (lex.dk online udgave). Hentet 4. august 2010.
8. ↑  Simonsen, Jørgen Bæk. "Sunni og shia", Politikens bog om Islam (1. udgave), JP/Politikens Forlagshus A/S, København, 2008, side 74-75. ISBN 978-87-567-7467-3.
9. ↑  "Der blev ikke nye muslimske invasioner af frankisk territorier, og Karls sejr har ofte været anset som afgørende for verdenshistorien, eftersom det beskyttede Vesteuropa mod muslimske erobringer og islamisering"Battle of Tours (European history) -- Britannica Online Encyclopedia Arkiveret 27. august 2008 hos  Wayback Machine
10. ↑  Dahlberg, Rasmus. "Den mørke middelalder", Hvad nu hvis...: 40 alternative verdenshistorier (1. udgave), Dingbat Forlag, side 28-29. ISBN 978-87-91418-13-6.
11. 1 2  Nationalmuseet: Simonsen, Jørgen Bæk. "Umayyaderne. Islams spredning og kalifatets udbredelse til 750", Sultan, Shah og Stormogul (1. udgave), Danmark, side 63. ISBN 87-89384-29-6.
12. 1 2  Nielsen, Henning. "Islams hellige krige", Islams historie (1. udgave), Krohns Bogtrykkeri A/S, København, side 9. ISBN 87-00-17671-0.
13. ↑  Hansen, Torben. "Fyrsternes Islam", Islams mangfoldighed (1. udgave), Narayana Press, Gylling, side 79. ISBN 87-7724-075-8.
14. ↑  Nationalmuseet: Simonsen, Jørgen Bæk. "Umayyaderne. Islams spredning og kalifatets udbredelse til 750", Sultan, Shah og Stormogul (1. udgave), Danmark, side 63-64. ISBN 87-89384-29-6.
15. 1 2 3 4  Hagedorn, Annette. "Art of the Islamic world", Islamic Art (1. udgave), Taschen GmbH 2009, Tyskland, side 10. ISBN 978-3-8228-5669-7.
16. 1 2 3  Nationalmuseet: Simonsen, Jørgen Bæk. "Umayyaderne. Islams spredning og kalifatets udbredelse til 750", Sultan, Shah og Stormogul (1. udgave), Danmark, side 64. ISBN 87-89384-29-6.
17. 1 2  DAVIDS SAMLING: "Umayyaderne" – Hentet 22.08.2010.
18. 1 2  Nationalmuseet: Simonsen, Jørgen Bæk. "Umayyaderne. Islams spredning og kalifatets udbredelse til 750", Sultan, Shah og Stormogul (1. udgave), Danmark, side 61. ISBN 87-89384-29-6.
19. 1 2 3 4  Hansen, Torben. "Den islamiske by", Islams mangfoldighed (1. udgave), Narayana Press, Gylling, side 129-132. ISBN 87-7724-075-8.
20. ↑  G.R. Hawting, The first dynasty of Islam: the Umayyad caliphate, AD 661-750 (London, 2000), 4.
21. 1 2  Previté-Orton (1971), s. 236
22. ↑  P. Crone and M. Hinds, God's caliph: religious authority in the first centuries of Islam (Cambridge, 1986), p. 43.
23. ↑  G.R. Hawting, The first dynasty of Islam: the Umayyad caliphate, AD 661-750 (London, 2000), 13.
24. ↑  Note: (THE LINK TAKES YOU TO CHAPTER 17 AND NOT CHAPTER 60) (Webside ikke længere tilgængelig)
25. ↑  "Sulh al-Hasan". Arkiveret fra originalen 8. januar 2009. Hentet 12. august 2010.
26. ↑  "Chapter 24". Arkiveret fra originalen 20. januar 2004. Hentet 12. august 2010.
27. ↑  "Sermon 92". Arkiveret fra originalen 19. august 2007. Hentet 12. august 2010.
28. ↑  `Abdu'l-Bahá (1990) [1908]. Some Answered Questions. Wilmette, Illinois: Bahá'í Publishing Trust,. s. 69. ISBN 0-87743-190-6.{{cite book}}:  CS1-vedligeholdelse: Ekstra tegnsætning (link)